# PC Professionale
PC Professionale è una rivista mensile italiana di informatica e tecnologia.
Ogni mese pubblica anteprime, notizie e prove di prodotti e servizi informatici. È disponibile sia in versione cartacea, in edicola, sia in versione digitale.
Dal 1º aprile 2014 fa capo al gruppo editoriale Visibilia di Daniela Santanchè.